# Annville (Kentucky)
Annville è un census-designated place (CDP) della contea di Jackson, Kentucky, Stati Uniti. La popolazione era di 1.095 abitanti al censimento del 2010. La comunità è il luogo di nascita dei musicisti country David "Stringbean" Akeman e Freddie Langdon.

## Geografia fisica
Secondo lo United States Census Bureau, ha un'area totale di 8,04 mi² (20,82 km²).

## Società

### Evoluzione demografica
Secondo il censimento del 2010, la popolazione era di 1.095 abitanti.

### Etnie e minoranze straniere
Secondo il censimento del 2010, la composizione etnica del CDP era formata dal 98,5% di bianchi, lo 0,1% di afroamericani, lo 0,8% di nativi americani, lo 0,0% di asiatici, lo 0,0% di oceaniani, lo 0,1% di altre razze, e lo 0,5% di due o più etnie. Ispanici o latinos di qualunque razza erano l'1,6% della popolazione.